# Световен шампион
Световен шампион е спортно отличие, давано на спортист който е победител в турнир от Световна купа, Световно първенство, турнир или в двубой между двама състезатели, които се намират на двете най-високи места в дадена класация (напр. профи бокс), в даден вид спорт или дисциплина.
Титлата е преходна, като победителят е шампион до следващата световна надпревара, където ако не защити титлата, се нарича „екс“ или „бивш“ Световен шампион.